# آنجلو ماتزونی
آنجلو ماتزونی (ایتالیایی: Angelo Mazzoni؛ زادهٔ ۳ آوریل ۱۹۶۱) شمشیرباز اهل ایتالیا بود.
وی در مسابقات کشوری و بین‌المللی در مجموع برندهٔ ۶ مدال طلا، ۳ مدال نقره، ۵ مدال برنز شده‌است. وی همچنین برندهٔ جوایزی همچون نشان شایستگی از جمهوری ایتالیا شده‌است.